# Momhilgletscher
Der Momhilgletscher befindet sich im westlichen Karakorum im pakistanischen Sonderterritorium Gilgit-Baltistan.
Der Momhilgletscher hat eine Länge von 27 km. Er strömt in nördlicher Richtung durch den nördlichen Teil der Gebirgsgruppe Hispar Muztagh. Sein Abfluss mündet in den Shimshal. Der Momhilgletscher wird von folgenden Bergen (von Westen nach Osten) umrahmt: Dut Sar, Lupghar Sar, Momhil Sar, Trivor, Bularung Sar, Distaghil Sar und Malangutti Sar. Ein vom Dut Sar nach Norden führender Bergkamm trennt den Momhilgletscher vom westlich parallel verlaufenden Lupghar-Yaz-Gletscher.